# معركة الحوزة (1984)
معركة الحوزة هي مواجهة عسكرية وقعت في 25 نوفمبر عام 1984 في منطقة الحوزة خلال حرب الصحراء الغربية عندما هاجمت قوات جبهة البوليساريو جدار الرمال الذي تقيمه القوات المسلحة الملكية المغربية لحماية أراضيها الواقعة في منطقة الصحراء الغربية.:668

## الخلفية التاريخية
كانت قوات جبهة البوليساريو التي غادرت منطقة تيفاريتي تتألف من ثلاث كتائب مشاة وكتيبتين مدرعتين، أي 50 دبابة من طراز تي-55، و50 سيارة مصفحة من طراز بي إم بي-1، وما يتراوح ما بين 1500 إلى 2500 جندي. كانت قوات جبهة البوليساريو تستخدم أيضًا صواريخ من طراز ماليوتكا 9 إم14، وقاذفات الصواريخ المتعددة من طراز بي إم-11 إلى جانب المركبات الخفيفة، ومدافع الهاون من عيار 160 ملم وقذائف الهاون من عيار 240 ملم وفقًا لما ذكره الجيش الملكي المغربي.
كانت وحدات التدخل المغربية تأتي من مدينة السمارة وبلدة الحوزة، وقد كان قطاع الحوزة تحت قيادة العقيد عابد طريا.:482

## المعركة
بدأت المعركة في الساعة السابعة والنصف صباحًا واستمرت حتى الواحدة من ظهر يوم 25 نوفمبر عام 1984. هاجمت قوات جبهة البوليساريو خلال المعركة نقاط الدعم المغربية المتحصنة خلف الجدار الرملي، ولكن أدى وصول وحدات التدخل كتعزيزات إلى فشل هجوم الصحراويين.:482

## الخسائر المادية والبشرية
زعم البيان الصحفي الذي أصدرته جبهة البوليساريو في وقت لاحق بعد انتهاء المعركة مقتل 72 مغربيًا وإصابة 140 آخرين، فيما أعلن البيان المغربي فقط عن مقتل 14 جنديًا وإصابة 38 آخرين، وعلى الجانب الآخر قُدّرت خسائر جبهة البوليساريو بنحو 114 رجلاً ما بين قتيل ومفقود. أوضح العقيد عابد طريا بعد أيام قليلة من القتال أن المغاربة فقدوا 15 قتيلاً بينما خسرت جبهة البوليساريو 8 دبابات من طراز تي-55 واثنين من طراز بي إم بي-1. ظهرت بقايا دبابات من طراز تي-55 و6 مركبات أخرى على بعد كيلومترين من خط الدفاع المغربي، وكانت إحدى هذه المركبات مسلحة بمدفع رشاش ثقيل من طراز كي بي في.:483